# Aderico de Tui
Aderico de Tui   ( - c. 1098 (Gregorià)) o Duderico va ser un religiós lleonès, que va ser bisbe de Tui entre 1072 i 1098.
Malgrat la varietat de noms amb la que apareix denominat aquest bisbe, s'ha considerat que és la mateixa persona. Així el 1072 apareix com a successor de Jorge, com Dudericus Tudensis Eps. conf., document confirmat el gener de 1073, del que s'entén que mesos abans ja tenia la dignitat de bisbe. Durant el seu mandat, la diòcesi va continuar rebent béns pel seu sosteniment, com els llocs de San Félix de Celeiros i San Miguel de Viliati per part d'Ermesenda Menéndez el 1074. Aderico va confirmar també l'any 1080 el document en favor del monestir de Sahagún realitzat per Alfons VI, i el 1088 el de San Román de Neiva. El mateix any va assistir a la senyalització dels límits dels bisbats d'Osma i de Burgos en el Concili d'Husillos. Va rebre també del comte de Galícia Ramon de Borgonya, marit de la infanta i futura reina Urraca, el terme de Tui, esdevenint el bisbe senyor de la ciutat el 1095, si bé, segons Prudencio de Sandoval, aquesta donació hauria estat una confirmació d'una altra realitzada abans el 1085, però segons Flórez aleshores la infanta era un infant, i és difícil pensar que el comte la denominés com a la seva esposa.
Durant el seu mandat va aparèixer al bisbat la figura de Cresconio, abat del monestir de San Bartolomé, i que després seria escollit bisbe en altres seus. El bisbe també és present el 1093 en l'elecció d'un nou titular per a l'arxidiòcesi de Santiago de Compostel·la, perquè el comte Ramon estava preocupat per la poca duració dels mandats dels prelats, i ho va consultar amb les esglésies de Tui, Lugo, Mondoñedo i Ourense, que van resoldre nomenar a Diego Gelmírez. Aderico encara consta viu el 1095, però moriria anys després, vers el 1098.